# Sidney Keyes
Sidney Arthur Kilworth Keyes (Reino Unido, 27 de maio de 1922 — Tunísia, 29 de abril de 1943) foi um poeta inglês que lutou na Segunda Guerra Mundial.

## Vida

### Primeiros anos e educação
Keyes nasceu em 27 de maio de 1922. Sua mãe morreu pouco depois e ele foi criado por seus avós paternos. Keyes começou a escrever poesia quando ainda muito jovem, com Wordsworth, Rilke e Jung entre suas principais influências. Frequentou a Dartford Grammar School e depois embarcou na Tonbridge School (Hillside, 1935-1940) durante seu ensino médio, após o qual ganhou uma bolsa de história no Queen's College, Oxford. Na faculdade, Keyes escreveu os dois únicos livros de sua vida, The Cruel Solstice e The Iron Laurel. Durante seu tempo em Oxford, Keyes se apaixonou pela jovem artista alemã Milein Cosman, mas seu amor não foi correspondido. Ele também fez amizade com os poetas John Heath-Stubbs e Michael Meyer, editou a revista The Cherwell e formou uma sociedade dramática.
The Iron Laurel foi publicado em 1942, quando Keyes tinha vinte anos. Sua poesia também foi publicada no New Statesman, The Listener e em outros jornais de poesia.

### Serviço militar
Keyes deixou Oxford e ingressou no exército em abril de 1942, entrando em serviço ativo no mesmo ano. Ele foi enviado com o Regimento Queens Own West Kent para lutar na Campanha Tunísia da Segunda Guerra Mundial em março de 1943. Antes de seu serviço, Keyes já havia escrito mais da metade dos 110 poemas que mais tarde seriam reunidos em The Collected Poems of Sidney Keyes. Durante o combate, ele teria continuado escrevendo poesia. No entanto, esses trabalhos não sobreviveram.

### Morte
Keyes lutou e morreu em combate em 29 de abril de 1943, cobrindo a retirada de seu pelotão durante um contra-ataque, pouco antes de seu 21.º aniversário. Também foi declarado que ele morreu nas mãos do inimigo, após sua captura.

## Reconhecimento
Em 1943, Keyes recebeu o Prêmio Hawthornden por The Cruel Solstice e The Iron Laurel. Ele foi descrito como um dos melhores poetas da Segunda Guerra Mundial.